# Esben Schjørring
Esben Schjørring (født 3. august 1980 i Vordingborg) er en dansk journalist og forfatter, der er politisk redaktør på Altinget.
Esben Schjørring er uddannet cand.mag. i filosofi fra Københavns Universitet i 2008.
Han var fra 2009 til 2015 journalist og redaktionssekretær på Berlingske, men kom i 2018 til Altinget som redaktør for Altinget Magasin. I 2021 blev han politisk redaktør for mediet.
Sammen med Michael Jannerup udgav han i 2018 bogen Værdikæmperne - slaget om danskernes sjæl om VK-regeringerne fra 2001 til 2011 og disses borgerlige værdikamp. Bogen fik generelt en pæn modtagelse af anmeldere. Den fik fem stjerner i Kristeligt Dagblad, fem hjerter i Politiken,, fem stjerner i Berlingske og Jyllands-Posten, mens Information, der ikke giver karakterer, omtalte den som "vægtig og overbevisende."